# فلاویو فریرا
فلاویو فریرا (انگلیسی: Flávio Ferreira؛ زادهٔ ۱۹ اکتبر ۱۹۹۱) بازیکن سابق فوتبال اهل پرتغال است که در پست مدافع میانی یا هافبک دفاعی بازی می‌کرد.
وی همچنین در تیم‌های ملی فوتبال زیر ۱۶ سال پرتغال و زیر ۱۸ سال پرتغال بازی کرده‌است.